# Bart Selleslags
Bart Selleslags (Bornem, 26 mei 1973) is een voormalig Belgisch voetballer die nu voetbaltrainer is.
In 2000 ging Selleslags aan de slag als assistent-trainer bij KSV Bornem. Vijf jaar later stapte hij over naar Racing Mechelen, om een jaar later aan de slag te gaan met de jeugd van KSK Beveren. In februari 2008 mocht hij aan de slag met de senioren, en een maand later droeg hij de jeugd over.
Sinds maart 2010 was hij als hoofdtrainer aan de slag bij Berchem Sport. Met Berchem Sport veroverde Selleslags in het seizoen 2011-2012 de titel in vierde klasse B. In oktober 2013 werd Selleslags aan de kant gezet. In juli 2015 keerde hij terug bij KSV Bornem. Toen bleek dat Selleslags voor het volgende seizoen getekend had bij KSV Temse, werd zijn contract bij Bornem in februari 2017 in onderling overleg stopgezet.